# السياحة الشاطئية في لبنان

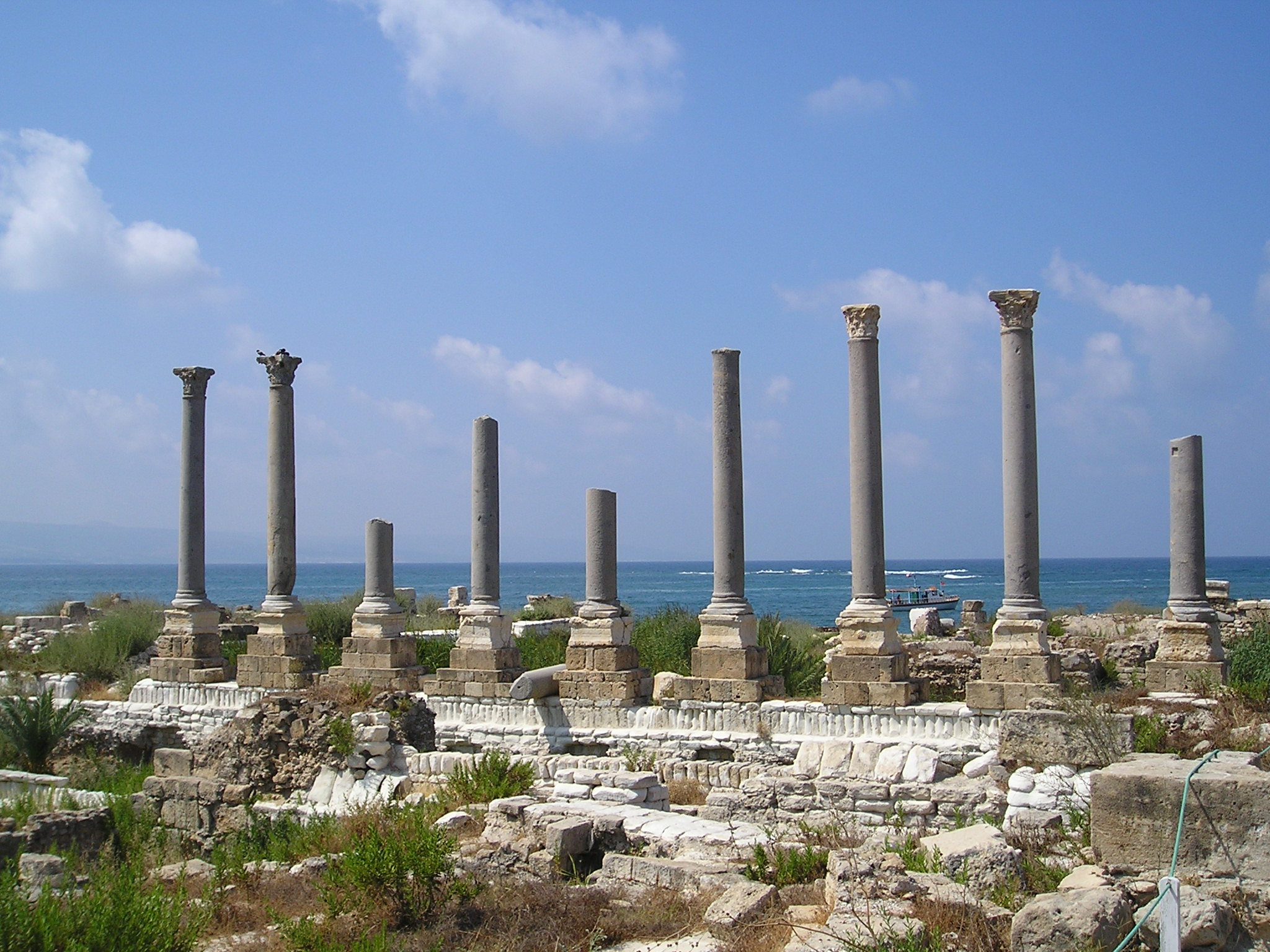
أثار تاريخية بجانب شاطيء في لبنان

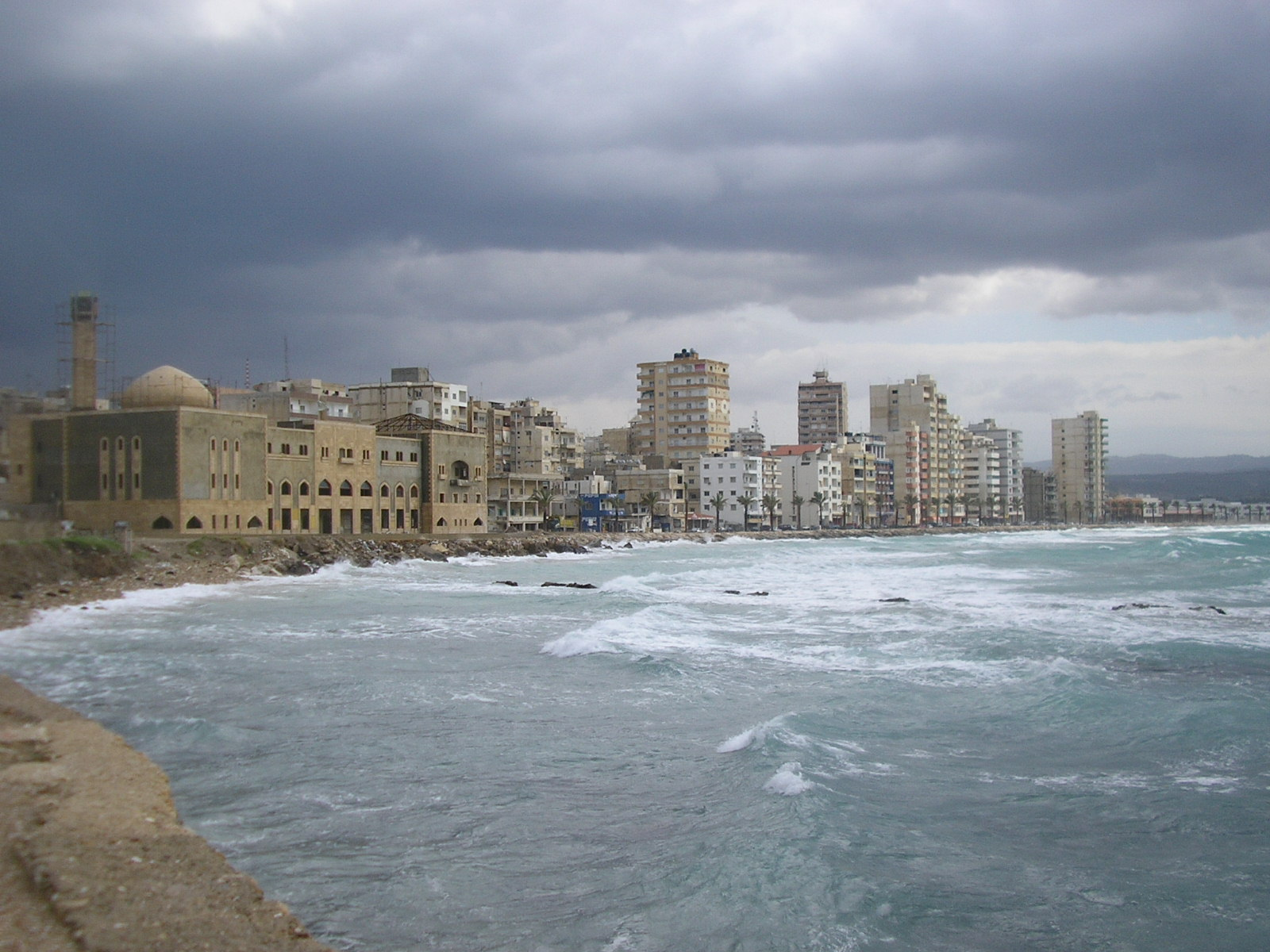
شاطيء مدينة صور أحد أعرق مدن لبنان والعالم التي تعود إلى عهد الحضارة الفينيقية الساحلية، وتسجل في قائمة اليونيسكو ضمن أحد أقدم 10 مدن في تاريخ الحضارة الإنسانية

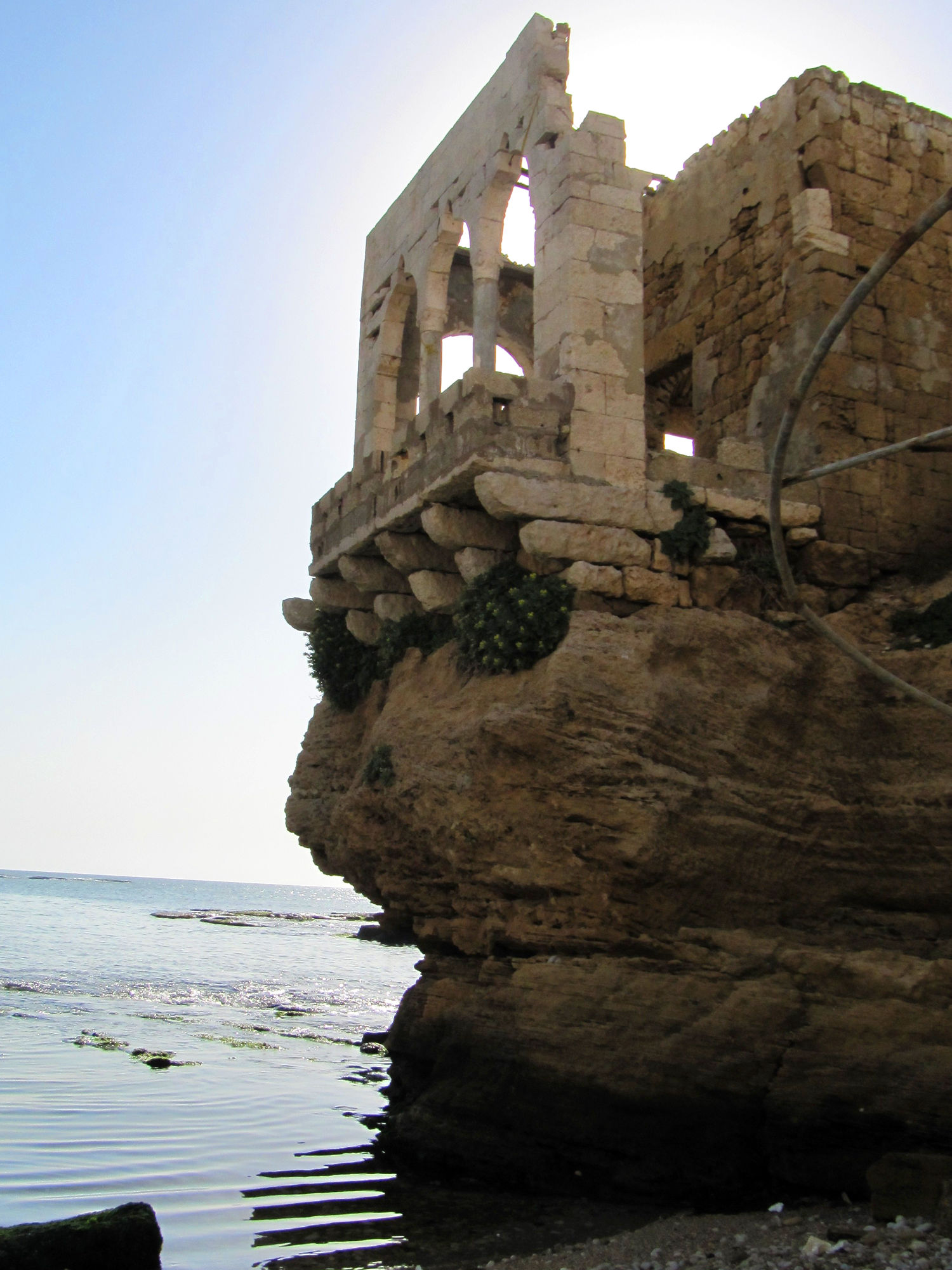
أثار تاريخية بجانب شاطيء في البترون في لبنان المحادي لأمواج البحر المتوسطية

## أهمية السياحة الشاطئية في القطاع السياحي اللبناني

الموقع الجغرافي للبنان على المستديرة الأرضية (كوكب الأرض). يعتبر لبنان جزءا جغرافيا وكيانا سياسيا وثقافيا من الشام، والشرق الأوسط وشمال إفريقيا والجنوب المتوسطي بشكل عام، ومنشأ الأبجدية والحضارة الفينيقية البحرية القديمة، ومن مناطق الهلال الخصيب التي عرفت ظهور وتطور النشاط الزراعي مبكرا.

تعد السياحة في لبنان إحدى أهم مصادر الدخل في خزينة الدولة، حيث كانت منذ القدم ولا تزال تُشكل دعامة للاقتصاد الوطني اللبناني، وتؤمن فرص عمل للعديد من الناس. كان يُنظر إلى لبنان قبل الحرب الأهلية، على أنه «سويسرا الشرق»، حيث كان يستقطب رؤوس الأموال والأعمال الأجنبية والعديد من السائحين الذين يرغبون بالتعرّف على ثقافة وعادات سكان شرق البحر المتوسط.
وتأتي السياحة الشاطئية والسياحة البيئية والسياحة الثقافية على رأس أنواع السياحة أهمية في لبنان. حيث يزور لبنان وشواطئها المتوسطية الدافئة بشكل دوري عدد كبير من المهاجرين اللبنانيين الذين يعودون في كل سنة إلى وطنهم الأم خلال موسم الصيف ليُمضوه بين أهلهم وأصدقائهم. علاوة على السياح الأجانب مع أهمية السياحة الداخلية بالنسبة للمواطن اللبناني في ثقافة الترفيه والترحال والتعلق بطبيعة الوطن الأم وخصوصيته الثقافية المتميزة والمتعددة بشكل حضاري، يعبر عن الانسجامية والتجانس عند اللبنانيين تحت سقف الوطن اللبناني الأم كأحد أهم بلدان منطقة الشام تأثيرا ثقافيا في الشرق الأوسط القديم والحديث والمعاصر.

## شواطئ لبنان والأنشطة الشاطئية
فصل الصيف في لبنان يعني موسم البحر لشريحة كبيرة من هواة السباحة والرياضات الشاطئية والاستجمام والتأمل ودفء الحمامات الشمسية وهواية الصيد، يفضل الكثير من اللبنانيون وزواره من المهاجرين اللبنانيين في أوقات الصيف الحارة تمضية أوقات من الاستجمام بالتوجه إلى الشواطئ العامة والمنتجعات الشاطئية.
ولبنان هو أحد البلدان الذي يشتهر بجمال شواطئه وسحرها وتنوعها الطبيعي وغناه بالمنتجعات الشاطئية المقابلة للجبل اللبناني الذي يضم بدوره تراثا طبيعيا يتمثل في سلسلة من كهوف ومغارات لبنان ذات صيت وشهرة عالمية.

ويمتد شاطئ لبنان على طول نحو 200 كيلومتر من جنوبه إلى شماله، وينتشر على امتداده عشرات المسابح والمنتجعات السياحية التي تعتبر عنصرا مهما ومميزا للسياحة والاستجمام، ولكل شاطئ في لبنان ميزته الطبيعية والجغرافية التي تميزه عن الشواطئ الأخرى. وفي ما يلي أجمل الشواطئ اللبنانية والمنتجعات السياحية المنتشرة عليها:
| 1. شاطيء صور 2. شاطيء عمشيت 3. شاطيء البترون 4. شاطيء جونية | 1. شاطيء طبرجا 2. شاطيء شكا |

## صخرة الروشة على ساحل بيروت
من أجمل معالم لبنان الطبيعية صخرة الروشة أو صخرة الحمام أو صخرة الحب، كلها أسماء اطلقت على صخرة كأنها جزيرة نموذج جزيرة مصغرة على الساحل البيروتي، تتكون من صخرتين هائلتي الحجم، إحداهما أكبر من الثانية، والكبيرة هي الصَخرة المجوفة الوسط. يبلغ ارتفاع صخرة الروشة ما يُقارب 70 مترًا ومتوسط ارتفاعها 25 مترًا، أما الصخرة الثانية الصغيرة فقد تأثّرت ب«عوامل التعرية الجوية» التي تعرضت لها عبر الزمن، مما أدى إلى جعلها مُدببة الشكل.
يحلل بعض علماء الجيولوجيا بأن صخرة الروشة ظهرت بسبب عدة زلازل قوية ضربت بحر بيروت الغربي في القرن الثالث عشر، حيثُ أدت هذه الزلازل إلى القضاء على العديد من الجزر المأهولة في ذلك الوقت وظهر في محلها صخور كثيرة منها صخرة الروشة.

## وصلات خارجية
- المغامرات والنشاطات الخارجيّة في لبنان.
- الموقع الرسمي لوزارة السياحة اللبنانية.
- دليل السفر إلى لبنان.
- التزلج في لبنان.
- السياحة البيئيّة في لبنان.